# Grasshopper Club Zürich
Il Grasshopper Club Zürich, meglio noto come Grasshoppers, è una società polisportiva svizzera con sede nella città di Zurigo. 
Milita in Super League, la prima serie del campionato svizzero di calcio.
Fu fondato il 1º settembre 1886, inizialmente come squadra calcistica, la prima della città. Dalla fondazione i colori sociali sono il bianco e il blu, i colori della città e del Canton Zurigo.
A livello calcistico si tratta della squadra che ha vinto più trofei in ambito nazionale, con 27 titoli nazionali e 19 Coppe Svizzere in bacheca. La principale rivalità è quella con i concittadini dello Zurigo.
La polisportiva è impegnata nella pratica di vari sport. La squadra di pallamano milita nella massima divisione del campionato svizzero e detiene il maggior numero di titoli. La sezione di hockey su ghiaccio, il GCK Lions, è stata campione nazionale nel 1965-1966 e milita in Lega Nazionale B. La squadra di hockey su prato partecipa regolarmente alle competizioni europee, mentre la squadra di unihockey ha vinto diversi titoli nazionali. Altre sezioni sono quelle di curling, squash, tennis, pallacanestro e rugby.

## Storia

### Fondazione e primi anni
Il Grasshoppers è stato fondato come squadra calcistica, a Zurigo, il 1º settembre 1886 dallo studente inglese Tom E. Griffith.
In inglese, la parola grasshopper significa cavalletta. Secondo una corrente di pensiero, questo nome ed il relativo emblema della cavalletta sono stati scelti per rispecchiare le nobili ambizioni del club, poiché una cavalletta può saltare fino a 200 volte la propria altezza. Altri credono, in maniera meno colorita, che l'emblema della cavalletta sia derivato semplicemente da uno stemma araldico inglese. Da ciò scaturisce il soprannome affibbiato alla squadra: "le cavallette" in italiano e les sauterelles in francese.
Il Grasshoppers giocò la sua prima partita nell'ottobre dello stesso anno, un'amichevole contro il Polytechnikum Football Club, squadra calcistica della scuola politecnica federale di Zurigo. Il risultato finale fu di 0-0. Seguirono, negli anni seguenti, solo partite amichevoli, in quanto non era ancora istituito un campionato nazionale di calcio. Una di queste amichevoli, nel 1893, fu la prima partita giocata da una squadra svizzera all'estero, precisamente su territorio tedesco: il Grasshoppers batté una squadra di Strasburgo per 1-0. Va precisato come all'epoca Strasburgo facesse parte dell'Impero tedesco e che il Racing Club de Strasbourg, l'attuale e più conosciuta compagine calcistica della città, non era stata ancora fondata.
Nel 1895 viene costituita la Associazione Svizzera di Football ed il Grasshoppers è presente all'assemblea costitutiva, entrandone così a far parte. Come primo presidente della federazione viene nominato Emil Westermann, che è proprio membro del club.

### Il primo campionato ed i primi titoli
Per la stagione viene istituito il primo campionato svizzero di calcio, sotto forma di un torneo a eliminazione diretta. Il Grasshoppers vi prende parte e lo vince, mettendo così in bacheca il suo primo titolo. Il secondo arriva nella stagione 1899-1900, stagione nella quale la vecchia formula ad eliminazione diretta viene sostituita con un girone all'italiana. Dopo la vittoria di altri due campionati, seguono tempi difficili. In effetti, non disponendo di un terreno di gioco adeguato, nel 1909 il Grasshoppers è costretto ad uscire dalla federazione, prima di potervi rientrare nel 1916, venendo reintegrato immediatamente nella massima divisione del campionato. Arriva così il quinto titolo nazionale, nel 1921.

### La netta affermazione in patria
Nel 1925 viene designato come allenatore l'ungherese Izidor Kürschner, che faceva parte dello staff tecnico della nazionale svizzera di calcio che l'anno prima, ai Giochi di Parigi, ottenne la medaglia d'argento. Sotto la sua guida, il Grasshoppers vince, nel 1925-1926, la sua prima Coppa Svizzera, battendo per 2-1 in finale il Berna - si tratta anche della prima edizione del torneo - mentre la stagione seguente arriva il primo double campionato-coppa. Anche in questo caso, il Grasshoppers è la prima squadra svizzera a realizzare tale impresa. Kürschner rimane allenatore fino al 1934, vincendo complessivamente tre campionati, nel 1926-1927, 1927-1928 e 1930-1931 e quattro Coppe Svizzere, nel 1925-1926, 1926-1927, 1931-1932 e 1933-1934. Rimane il secondo allenatore di maggior successo nella storia delle cavallette.
Sono anni nei quali il Grasshoppers raggiunge anche una prestigiosa reputazione internazionale: nel 1931, infatti, esperti calcistici di tutta Europa riconoscono le cavallette tra le quattro migliori squadre del continente.

### Era Rappan-Bickel
Inizia, nel 1935, l'era di Karl Rappan ed Alfred "Fredy" Bickel, che durerà per ben tre lustri. Rappan è un innovativo allenatore austriaco, proveniente dal Servette di Ginevra. Il suo gioco ha nella fase difensiva e nel collettivo i suoi punti di forza; cerca così di non dipendere eccessivamente dai giocatori più forti. Bickel, invece, è un attaccante e giocherà per 20 anni nel Grasshoppers, diventandone così uno dei giocatori più rappresentativi nonché più vincenti di sempre. Durante la seconda guerra mondiale, l'attività calcistica in Svizzera non si ferma, data la neutralità della Confederazione ed il GC, sotto la guida di Rappan, vince complessivamente cinque campionati (1936-1937, 1938-1939, 1941-1942, 1942-1943 e 1944-1945) e sette Coppe Svizzere (1936-1937, 1937-1938, 1939-1940, 1940-1941, 1941-1942, 1942-1943 e 1945-1946). Nel 1948 Rappan lascia per tornare al Servette.

### Retrocessione e rinascita
Dopo la separazione da Rappan, il Grasshoppers ingaggia come nuovo allenatore Gerhard Walter. Sfortunatamente, la stagione 1948-1949 sarà quella della prima retrocessione in Lega Nazionale B. Dopo una stagione in seconda divisione, la promozione non arriva e si decide quindi di ingaggiare un nuovo allenatore, Willi Treml. Con lui arriva, nel 1951, la risalita in Lega Nazionale A e, nella stagione seguente, la vittoria del massimo campionato e della Coppa Svizzera battendo il Lugano in finale per 2-0, ottenendo così, da neopromossi, una sorprendente doppietta campionato-coppa. Dopo una tournée mondiale di due mesi nella stagione 1954-1955, nella quale vengono giocate 18 partite amichevoli contro squadre dei diversi continenti, il Grasshoppers torna a vincere l'accoppiata campionato-coppa nella stagione seguente. La coppa viene vinta battendo in finale lo Young Boys per 1-0. Il Grasshoppers dovrà in seguito aspettare 25 anni prima di tornare a vincere la coppa nazionale. In ogni caso, gli anni bui della retrocessione e delle stagioni in Lega Nazionale B sono definitivamente alle spalle.
Nel 1952, il club organizzò la Coppa Grasshoppers, competizione internazionale che si svolse in un'unica edizione durata cinque anni e che rappresentò un unicum nella storia calcistica europea.

### Titolo sfiorato e periodo buio
Dopo un secondo posto nel 1957-1958 inizia una fase di insuccessi per le cavallette. Per molti anni non figurano nemmeno più nel trio di testa, con l'undicesimo posto del 1963-1964 come punto più basso, fino al 1967-1968, quando tornano a lottare per il vertice della classifica. Il titolo andrà però ai rivali cittadini dello Zurigo, a seguito di uno spareggio a tre col Lugano, dopo che le tre squadre avevano terminato il campionato a pari punti. Il titolo torna nella stagione 1970-1971 dopo un altro spareggio, stavolta battendo il Basilea per 4-3 dopo i tempi supplementari. Al Wankdorf di Berna, davanti a circa 51 000 spettatori, il nazionale svedese Ove Grahn è protagonista con una doppietta nel dare al Grasshoppers il suo sedicesimo titolo.
Negli anni seguenti le cavallette si mantengono sempre ai vertici della classifica col corredo di un nuovo titolo svizzero nel 1977-1978, dopo un'intensa lotta contro Servette e Basilea. Ma quella stagione vede anche una storica cavalcata in Coppa UEFA della compagine zurighese, che dopo aver eliminato i danesi del Frem, lo Slovan Bratislava, la Dinamo Tbilisi e l'Eintracht Francoforte, si inchina solo in semifinale contro i francesi del Bastia. Dopo il successo per 3-2 all'andata all'Hardturm, i biancoblu perdono 1-0 al ritorno in Corsica, facendo così svanire il sogno di partecipare ad una finale europea. Sarebbe stata la prima squadra svizzera a riuscirvi.

### Successi a partire dal 1982
I primi anni ottanta caratterizzano il calcio svizzero con l'infinita sfida tra il Grasshoppers ed il Servette. Nella stagione 1981-1982 il GC si aggiudica il titolo, con tre punti di vantaggio sulla compagine ginevrina. Il cammino vincente in patria viene completato con un altro buon cammino in Coppa UEFA dove, dopo aver superato i danesi del Kjøbenhavns, il Porto ed il Torino, nei quarti di finale vengono estromessi dai francesi del Sochaux.
La stagione seguente, sotto la guida iniziale di Hennes Weisweiler, il Grasshoppers si conferma campione svizzero, questa volta con un punto di vantaggio sempre sui granata del Servette. Anche in Coppa Svizzera i ginevrini sono gli avversari più tosti. Dopo il 2-2 finale dell'atto conclusivo, la ripetizione della partita vede gli zurighesi imporsi per 3-0. La sfida al vertice tra le due compagini continua anche durante la stagione 1983-1984, questa volta con l'arrivo a pari punti dopo 30 giornate; si rende quindi necessario lo spareggio. Al Wankdorf di Berna, un calcio di rigore di Andy Egli al minuto 104, durante i tempi supplementari, regala il terzo titolo consecutivo al Grasshoppers. Per la prima volta la squadra svizzera più titolata mette quindi a segno il cosiddetto hattrick di campionati vinti. In seguito, il Grasshoppers dovrà aspettare qualche anno prima di rivincere il titolo; la stagione seguente infatti è il Servette a finalmente vincere il campionato, dopo tre secondi posti consecutivi ed il GC si classifica sesto. Altri successi arrivano verso fine decennio, con un nuovo tris di vittorie, questa volta in Coppa Svizzera, durante le stagioni 1987-1988 (2-0 in finale allo Sciaffusa), 1988-1989 (Aarau battuto per 2-1) e 1989-1990 (vittoria sul Neuchâtel Xamax per 2-1). Nel 1990 è addirittura doppietta, visto che Ciriaco Sforza e compagni vincono anche il campionato.
Da notare che, per la stagione 1985-1986, il Grasshoppers è l'ultima squadra di Lega Nazionale A a dotarsi di uno sponsor sulle maglie, con il marchio giapponese Nissan. Nonostante sia l'ultima società ad effettuarlo, la notizia dell'adozione di uno sponsor sulle casacche da gara da parte del Grasshoppers suscita un certo scalpore nell'ambiente calcistico svizzero.

### Anni novanta
Per la stagione 1989-1990 il Grasshoppers viene affidato ad Ottmar Hitzfeld che ottiene quindi il double. Nel girone finale del campionato, valido per l'assegnazione del titolo, Grasshoppers e Losanna chiusero a pari punti, ma il titolo andò ai biancoblù zurighesi per il maggior numero di punti fatti nel girone di qualificazione. Il miglior marcatore delle cavallette fu Adrian De Vicente, ma dovette inchinarsi al cileno Iván Zamorano del San Gallo per il titolo di capocannoniere. Il Grasshoppers vinse anche il campionato 1990-1991; i 3 punti di vantaggio sul Sion durante la stagione regolare furono conservati nel girone finale per l'assegnazione del titolo. Dopo due anni e 3 trofei vinti, Hitzfeld si trasferisce al Borussia Dortmund.

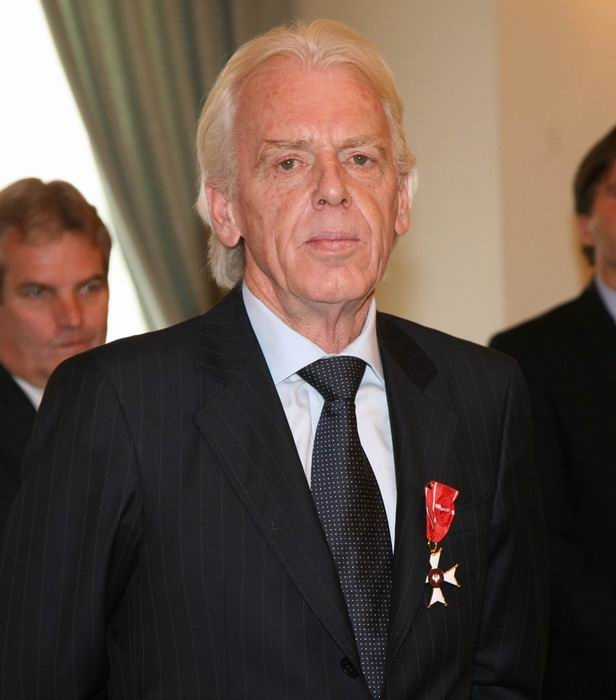
Leo Beenhakker

La stagione 1991-1992 del Grasshoppers è caratterizzata dai tagli di bilancio. Tutti i giocatori, ad eccezione di Mark Strudal, accettano la cosa permettendo al team campione, guidato dal neo tecnico Oldrich Svab, di iscriversi al campionato. Tuttavia, gli zurighesi non riescono a difendere il titolo e concludono la stagione al terzo posto. Dopo l'inizio di stagione seguente il tecnico Svab viene sostituito dall'olandese Leo Beenhakker. In Coppa UEFA la squadra elimina lo Sporting Lisbona vincendo 3-1 in Portogallo, dopo la sconfitta per 2-1 all'andata, ma nel turno successivo giunge l'eliminazione per mano della Roma di Giannini e Boškov. In campionato la squadra è in netta involuzione e il 6 dicembre 1992, nell'ultima giornata del girone di qualificazione, i biancoblù vengono sconfitti dallo Young Boys per 1-2 e finiscono il girone sotto la cosiddetta "riga": a primavera le cavallette dovranno giocare il girone di promozione-relegazione per evitare la caduta in Lega Nazionale B. La coppa nazionale illude sulla possibilità di ottenere l'unica soddisfazione stagionale; le cavallette arrivano in finale, ma al Wankdorf di Berna non c'è storia ed il Lugano si impone per 4-1, negando così anche l'ultima possibilità di partecipare alle coppe europee per l'anno successivo. La salvezza, obiettivo minimo, viene comunque raggiunta, ma ciò non basta a Beenhakker per essere confermato, dopo una stagione fallimentare per il club. Anche Ciriaco Sforza lascia il club e si trasferisce al Kaiserslautern, dove inizierà una prestigiosa carriera in Bundesliga.
Nel 1995-1996 il Grasshopper diviene la prima squadra svizzera ad entrare nel tabellone principale della UEFA Champions League, sconfiggendo il Maccabi Tel Aviv e finendo nel girone con Ajax, Real Madrid e Ferencváros. In sei partite le cavallette ottengono solo due pareggi, contro gli olandesi e gli ungheresi. Anche nel 1996-1997 la squadra si qualifica alla fase a gruppi di Champions League, stavolta superando lo Slavia Praga ai preliminari. Nel girone con Auxerre, Rangers e Ajax, gli svizzeri battono Rangers e Auxerre in casa e l'Ajax in trasferta, presentandosi all'ultimo match, quello interno contro l'Ajax, con due risultati su tre a disposizione per superare il turno, ma sono sconfitti (0-1) dai lancieri, che avanzano al loro posto.
Con il club in una preoccupante situazione debitoria, la finestra estiva di calciomercato del 1999 è segnata da grandi cambiamenti. Un gruppo di investitori svizzeri acquisisce la maggioranza delle azioni, mentre la presidenza passa da Peter Widmer a Romano Spadaro. L'incarico di allenatore è affidato all'inglese Roy Hodgson, che può contare sul nuovo acquisto Stéphane Chapuisat, prelevato dal Borussia Dortmund. Le cavallette iniziano il campionato in modo mediocre. In Coppa UEFA eliminano i danesi dell'AB, ma escono contro i cechi dello Slavia Praga; anche in Coppa di Svizzera l'eliminazione è precoce, contro il Basilea. Alla fine la stagione si chiude con il quarto posto in Super League.

### Nuovo millennio
Nell'estate del 2000 la squadra passa nelle mani del tecnico Hans-Peter Zaugg. Chiusa la prima parte di stagione al terzo posto, il club si rinforza notevolmente nel calciomercato invernale, acquisendo il croato Mate Baturina, i senegalesi Papa Bouba Diop e Henri Camara, Christoph Spycher e l'uruguaiano Richard Núñez. Il Grasshopper torna a vincere il titolo svizzero nel 2000-2001, prevalendo in una lotta a tre con Lugano e San Gallo e mettendo in bacheca il ventiseiesimo alloro nazionale. 
Nel 2001-2002 le cavallette hanno di nuovo la possibilità di qualificarsi alla fase a gironi di Champions League, ma nel terzo turno preliminare contro il Porto la squadra pareggia per 2-2 in casa e perde per 2-3 in casa, dopo essersi trovata in vantaggio per 2-1 a 15 minuti dalla fine dell'incontro. Retrocessa in Coppa UEFA, la squadra zurighese elimina Dinamo Bucarest e Twente, poi esce contro il Leeds Utd. Durante la sosta invernale del campionato l'allenatore Hanspeter Zaugg è sostituito da Marcel Koller. Il torneo è chiuso al terzo posto, mentre in Coppa di Svizzera arriva una sconfitta in finale contro il Basilea, che così ottiene il double. L'uruguaiano Richard Núñez del Grasshopper è il capocannoniere del campionato elvetico con 28 gol. 
Per la stagione 2002-2003 la squadra si rinforza con due argentini, il difensore Fernando Gamboa e l'attaccante Antonio Barijho. La giovane squadra zurighese parte bene in campionato, vincendo le prime sei partite e sopravanzando il Basilea di due punti prima della pausa invernale, mentre in Coppa UEFA la compagine di Zurigo elimina lo Zenit San Pietroburgo, ma esce contro il PAOK al turno successivo. Persa la semifinale di coppa nazionale ai tiri di rigore contro il Neuchâtel Xamax, in campionato il club non pare riuscire a inserirsi nel duello tra Zurigo e Basilea. Alla trentesima giornata è fatale la sconfitta del Basilea contro lo Young Boys, nello stesso momento in cui le cavallette ottengono un prezioso 2-2 in doppia rimonta nei minuti di recupero contro il Neuchâtel Xamax. Dato che alla trentatreesima giornata lo scontro diretto tra Basilea e Grasshopper si chiude sul 2-2 e nei turni seguenti le squadre mantengono invariato il margine che le separa in classifica, le cavallette centrano per la ventisettesima volta la vittoria del campionato svizzero. Núñez è nuovamente capocannoniere della Super League con 27 gol. 
Nel 2008-2009 la squadra chiude il campionato al quarto posto. Nella stagione seguente il tecnico Latour lascia l'incarico ed è sostituito da Ciriaco Sforza, che guida i suoi al terzo posto, togliendosi la soddisfazione di battere per 4-0 sia il Basilea che lo Zurigo, le compagini che alla fine precederanno il Grasshopper in classifica. Sforza conclude la propria esperienza sulla panchina del club zurighese al termine della stagione 2011-2012. 
Nella stagione 2012-2013, la prima del presidente André Dosé, la squadra pone fine ad un'astinenza decennale da successi vincendo ai tiri di rigore contro il Basilea la finale di Coppa di Svizzera a Berna. Il secondo posto in campionato nella stessa annata consente alle cavallette di qualificarsi alla UEFA Champions League per la prima volta dopo dieci anni. Nel dicembre 2013 Dosé e il consiglio di amministrazione del club non trovano l'accordo sulle elevate aspettative finanziarie nella gestione della squadra e il presidente si dimette. 
Nel 2018-2019, alla quartultima giornata di campionato, il club retrocede per la seconda volta in Challenge League, sessantotto anni dopo la prima volta. Dopo il terzo posto in seconda serie nel 2019-2020, nella stagione 2020-2021 la squadra ottiene la promozione in massima serie, vincendo il campionato cadetto elvetico.

## Strutture

### Stadio

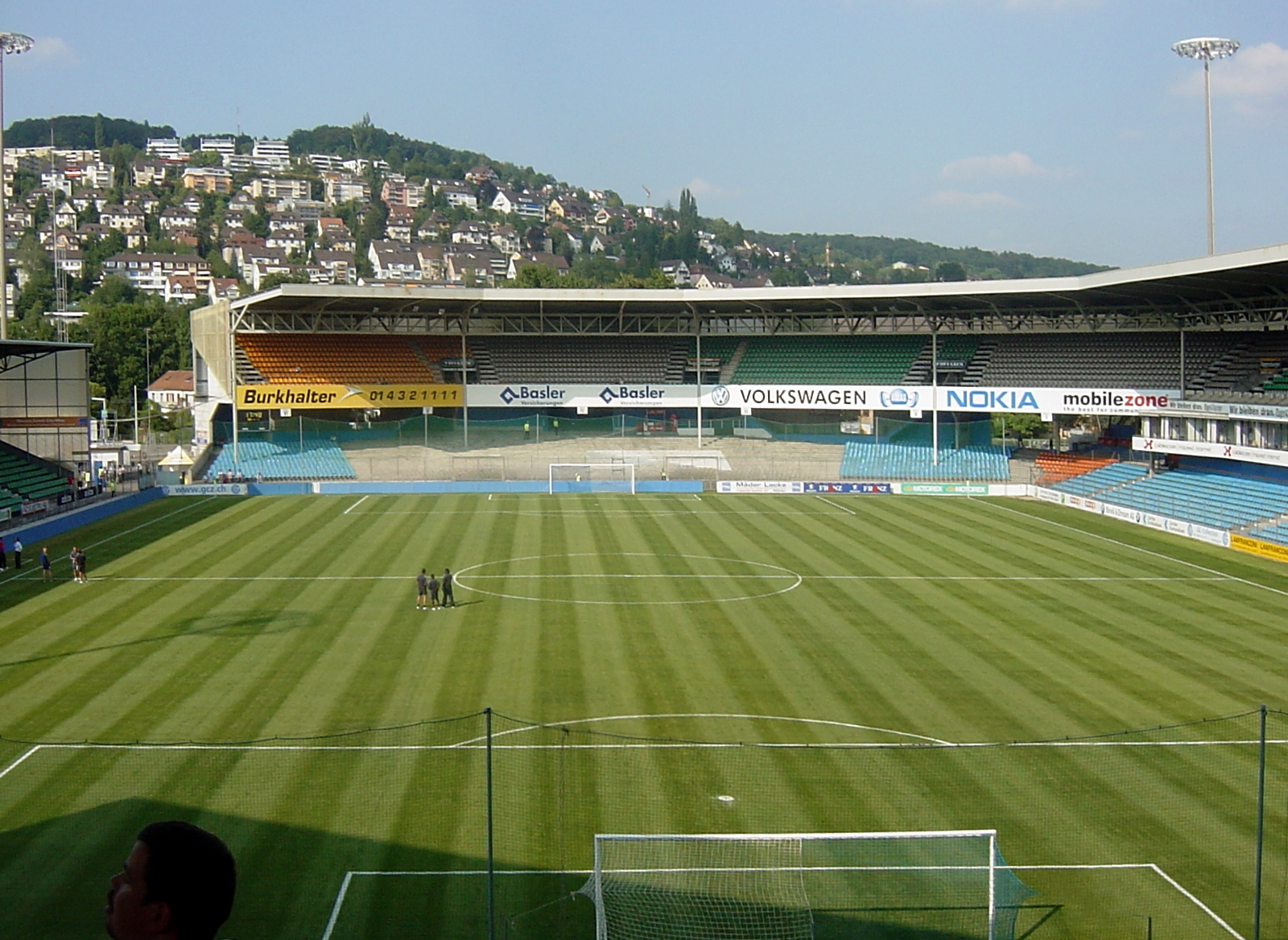
L'Hardturm, terreno di gioco dal 1929 al 2007

In assoluto, i primi impianti utilizzati dal club furono i campi da gioco al Sihlhölzli e al Tonhalle-Areal (oggi aula dei congressi) presso la riva del lago di Zurigo. In seguito furono utilizzati altri terreni di gioco in vari quartieri della città, come Enge e Bodmergut/Seefeldstrasse; dal 1899 al 1907 il terreno di casa divenne il campo presso la Hardstrasse e, nel triennio 1907-1909, il Velodromo Hardau. Nel ventennio successivo l'impianto della Hardturmstrasse divenne teatro della conquista di tre campionati, due dei quali consecutivi.
Dal 1929 al 2007 le Cavallette hanno disputato i loro incontri interni all'Hardturm, che quando fu inaugurato aveva una capienza di 27 500 posti. Dopo varie ristrutturazioni, fu ampliato a 38 000 posti nel 1986, in occasione del centenario della società. Nella stagione 2006-07 fu condiviso con i concittadini dello Zurigo, durante la ricostruzione dello Stadio Letzigrund. Questa fu l'ultima stagione in cui il Grasshoppers giocò all'Hardturm, che chiuse definitivamente nel settembre 2007 e fu successivamente demolito nel 2008.

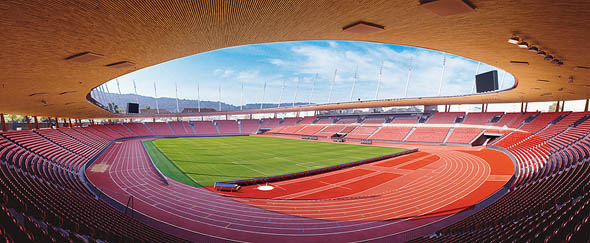
Lo Stadio Letzigrund, impianto casalingo dal 2007

Dal 2007-08 il club zurighese gioca le sue partite interne al Letzigrund Stadion. L'impianto, ristrutturato completamente nel 2007 in occasione del campionato europeo 2008, ha una capacità di 26 104 posti a sedere e viene condiviso con lo Zurigo.

### Centro di allenamento
La prima squadra e il settore giovanile del Grasshoppers tengono le loro sedute di allenamento presso il GC/Campus di Niederhasli, inaugurato nel 2005. Il centro sportivo comprende cinque campi da gioco, alloggi per i giocatori delle giovanili e alcuni uffici della società.

## Presidenti e allenatori
- 1897-1898 Hans Wunderly
- 1898-1903 Robert C. Westermann
- 1905-1906 Max Arbenz
- 1907-1908 Frid Jenny
- 1909 Walter Fierz
- 1909-1910 Fritz Rank
- 1910-1913 Walter Schoeller
- 1914 Hans Walter
- 1915 Walter Schoeller
- 1916-1917 Frid Jenny
- 1918 J. de Groot
- 1934-1947 Herrmann Hofmann
- 1947-1948 Adolf Jucker
- 1948-1955 Eberhard Weiss
- 1955-1957 René Bracher
- 1957-1962 Charles Barrier
- 1962-1969 E. Luk Keller
- 1969-1971 Albert Fader
- 1971-1973 Josef Outry
- 1973-1974 Werner Brunner
- 1974-1985 Karl Oberholzer
- 1985-1986 Urs Bender
- 1986-1987 Thomas Preiss
- 1987-1991 Fritz Peter
- 1991-1994 Benno Bernardi
- 1994-1999 Romano Spadaro
- 1999-2003 Peter Widmer
- 2003-2005 Thomas Gulich
- 2005-2007 Walter Brunner
- 2007-2010 Roger Berbig
- 2010-2011 Urs Linsi
- 2011-2012 Roland Leutwiler
- 2012-2013 André Dosé
- 2014-2020 Stephan Anliker
- 2020- Sky Sun

- 1925-1934  Izidor «Dori» Kürschner
- 1935-1948  Karl Rappan
- 1948-1950 Gerhard "Hardy" Walter
- 1950-1955 Willi Treml
- 1955-1958  Willi Hahnemann
- 1958  Svetislav Glišović
- 1958-1960  Antun Pogačnik e  Alfred Bickel
- 1960-1963  Branislav Vukosavljević
- 1963-1964  Alfred Bickel
- 1964-1966  Albert Sing
- 1966-1967  Albert Sing (lug.-nov.)
Walter Brunner e  Werner Schley (nov.-giu.)
- 1967-1969  Henri Skiba
- 1969-1970  Henri Skiba (lug.-set.)
Walter Brunner e  Werner Schley (set.-giu.)
- 1970-1973  René Hüssy
- 1973-1975  Erich Vogel e  István Szabó
- 1975-1976  Erich Vogel e  István Szabó (lug.-mar.)
 István Szabó (mar.-giu.)
- 1976-1979  Helmut Johannsen
- 1979-1980  Jürgen Sundermann
- 1980-1982  Timo Konietzka
- 1982-1983  Hennes Weisweiler
- 1983-1984  Oldrich Svab (lug.)
 Miroslav Blažević (lug.-giu.)
- 1984-1985  Miroslav Blažević (lug.-mar.)
 Timo Konietzka (mar.-giu.)
- 1985-1986  Timo Konietzka (lug.-nov.)
 Kurt Jara (nov.-giu.)
- 1986-1988  Kurt Jara
- 1988-1991  Ottmar Hitzfeld
- 1991-1992  Oldrich Svab
- 1992-1993  Leo Beenhakker
- 1993-1997  Christian Gross
- 1997-1998  Christian Gross (lug.-nov.)
 Hanspeter Latour (nov.-dic.)
 Rolf Fringer (gen.-giu.)
- 1998-1999  Rolf Fringer (lug.-dic.)
 Roger Hegi (gen.-giu.)
- 1999-2000  Roger Hegi (lug.-ago.)
 Roy Hodgson (ago.-mag.)
 Piet Hamberg (mag.-giu.)
- 2000-2001  Hanspeter Zaugg
- 2001-2002  Hanspeter Zaugg (lug.-gen.)
 Marcel Koller (gen.-giu.)
- 2002-2003  Marcel Koller
- 2003-2004  Marcel Koller (lug.-ott.)
 Carlos Bernegger (ott.-dic.)
 Alain Geiger (dic.-giu.)
- 2004-2005  Alain Geiger (lug.-ott.)
 Carlos Bernegger (ott.-dic.)
 Hanspeter Latour (gen.-giu.)
- 2005-2006  Hanspeter Latour (lug.-gen.)
 Krasimir Balăkov (gen.-giu.)
- 2006-2007  Krasimir Balăkov (lug.-mag.)
 Carlos Bernegger (mag.-giu.)
- 2007-2009  Hanspeter Latour
- 2009-2011  Ciriaco Sforza
- 2011-2012  Ciriaco Sforza (lug-apr.)
 Uli Forte (apr.-giu.)
- 2012-2013  Uli Forte
- 2013-2014  Michael Skibbe
- 2014-2015  Michael Skibbe (lug.-gen.)
 Pierluigi Tami (gen.-giu.)
- 2015-2016  Pierluigi Tami
- 2016-2017  Pierluigi Tami (lug.-mar.)
 Carlos Bernegger (mar.-giu.)
- 2017-2018  Carlos Bernegger (lug.-ago.)
 Murat Yakın (ago.-apr.)
 Mathias Walther (apr.)
 Thorsten Fink (apr.-mag.)
- 2018-2019  Thorsten Fink (lug.-mar.)
 Tomislav Stipić (mar.-apr.)
 Ulrich Forte (apr.-mag.)
- 2019-2020  Ulrich Forte (lug.-feb.)
 Goran Djuričin (feb.-mag.)
 Zoltan Kadar (mag.-ago.)
- 2020-2021  João Carlos Pereira (set.-mag.)
 Zoltan Kadar (mag.-giu.)
- 2021-2023  Giorgio Contini
- 2023-  Bruno Berner

## Palmarès

### Competizioni nazionali
- Campionato svizzero: 27  (record)

1897-1898, 1899-1900, 1900-1901, 1904-1905, 1920-1921, 1926-1927, 1927-1928, 1930-1931, 1936-1937, 1938-1939 , 1941-1942, 1942-1943, 1944-1945, 1951-1952, 1955-1956, 1970-1971, 1977-1978, 1981-1982, 1982-1983, 1983-1984  , 1989-1990, 1990-1991, 1994-1995, 1995-1996, 1997-1998, 2000-2001, 2002-2003
- Coppa Svizzera: 19  (record)

1925-1926, 1926-1927, 1931-1932, 1933-1934, 1936-1937, 1937-1938, 1939-1940, 1940-1941, 1941-1942, 1942-1943, 1945-1946, 1951-1952, 1955-1956, 1982-1983, 1987-1988, 1988-1989, 1989-1990, 1993-1994, 2012-2013
- Coppa di Lega svizzera: 2

1973, 1974-1975
- Supercoppa di Svizzera: 1

1989
- Campionato di Lega Nazionale B: 3

1901-1902, 1950-1951, 2020-2021

### Competizioni internazionali
- Coppa Intertoto: 5

1979, 1988, 1989, 1991, 1994

### Competizioni giovanili
- Blue Stars/FIFA Youth Cup: 7

1939, 1956, 1971, 1987, 1998, 2006, 2016

### Altri piazzamenti
- Campionato svizzero:

Secondo posto: 1925-1926, 1928-1929, 1929-1930, 1933-1934, 1937-1938, 1953-1954, 1956-1957, 1957-1958, 1967-1968, 1972-1973, 1973-1974, 1979-1980, 1980-1981, 1986-1987, 1988-1989, 1998-1999, 2001-2002, 2012-2013, 2013-2014
Terzo posto: 1919-1920, 1935-1936, 1939-1940, 1952-1953, 1954-1955, 1971-1972, 1974-1975, 1978-1979, 1991-1992, 1996-1997, 2004-2005, 2009-2010
- Coppa Svizzera:

Finalista: 1927-1928, 1930-1931, 1932-1933, 1948-1949, 1952-1953, 1957-1958, 1962-1963, 1977-1978, 1992-1993, 1994-1995, 1998-1999, 2001-2002, 2003-2004
Semifinalista: 1938-1939, 1947-1948, 1953-1954, 1956-1957, 1963-1964, 1968-1969, 1973-1974, 1975-1976, 1980-1981, 2002-2003, 2017-2018
- Challenge League:

Terzo posto: 1949-1950, 2019-2020

## Statistiche

### Partecipazioni alle coppe europee
| Stagione  | Competizione           | Turno                     | Nazione                     | Club                                 | Risultato in casa | Risultato in trasferta |
| --------- | ---------------------- | ------------------------- | --------------------------- | ------------------------------------ | ----------------- | ---------------------- |
| 1956-1957 | Coppa dei Campioni     | Ottavi di finale          | Cecoslovacchia (bandiera)   | Slovan Bratislava                    | 4-3               | 2-0                    |
| 1956-1957 | Coppa dei Campioni     | Quarti di finale          | Italia (bandiera)           | Fiorentina                           | 1-3               | 2-2                    |
| 1971-1972 | Coppa dei Campioni     | Sedicesimi di finale      | Finlandia (bandiera)        | Reipas Lahti                         | 1-1               | 8-0                    |
| 1971-1972 | Coppa dei Campioni     | Ottavi di finale          | Inghilterra (bandiera)      | Arsenal                              | 0-2               | 0-3                    |
| 1972-1973 | Coppa UEFA             | Trentaduesimi di finale   | Francia (bandiera)          | Nîmes                                | 2-1               | 2-1                    |
| 1972-1973 | Coppa UEFA             | Sedicesimi di finale      | Unione Sovietica (bandiera) | Ararat                               | 1-3               | 2-4                    |
| 1973-1974 | Coppa UEFA             | Trentaduesimi di finale   | Inghilterra (bandiera)      | Tottenham                            | 1-5               | 1-4                    |
| 1974-1975 | Coppa UEFA             | Trentaduesimi di finale   | Grecia (bandiera)           | Panathīnaïkos                        | 2-0               | 1-2                    |
| 1974-1975 | Coppa UEFA             | Sedicesimi di finale      | Spagna (bandiera)           | Real Saragozza                       | 2-1               | 0-5                    |
| 1975-1976 | Coppa UEFA             | Trentaduesimi di finale   | Spagna (bandiera)           | Real Sociedad                        | 3-3               | 1-1                    |
| 1976-1977 | Coppa UEFA             | Trentaduesimi di finale   | Malta (bandiera)            | Hibernians                           | 7-0               | 2-0                    |
| 1976-1977 | Coppa UEFA             | Sedicesimi di finale      | Germania (bandiera)         | Colonia                              | 2-3               | 0-2                    |
| 1977-1978 | Coppa UEFA             | Trentaduesimi di finale   | Danimarca (bandiera)        | Frem                                 | 6-1               | 2-0                    |
| 1977-1978 | Coppa UEFA             | Sedicesimi di finale      | Rep. Ceca (bandiera)        | TJ Internacional Slovnaft Bratislava | 5-1               | 0-1                    |
| 1977-1978 | Coppa UEFA             | Ottavi di finale          | Unione Sovietica (bandiera) | Dinamo Tbilisi                       | 4-0               | 0-1                    |
| 1977-1978 | Coppa UEFA             | Quarti di finale          | Germania (bandiera)         | Eintracht Francoforte                | 1-0               | 2-3                    |
| 1977-1978 | Coppa UEFA             | Semifinali                | Francia (bandiera)          | Bastia                               | 3-2               | 0-1                    |
| 1978-1979 | Coppa dei Campioni     | Sedicesimi di finale      | Malta (bandiera)            | Valletta                             | 8-0               | 5-3                    |
| 1978-1979 | Coppa dei Campioni     | Ottavi di finale          | Spagna (bandiera)           | Real Madrid                          | 2-0               | 1-3                    |
| 1978-1979 | Coppa dei Campioni     | Quarti di finale          | Inghilterra (bandiera)      | Nottingham Forest                    | 1-1               | 1-4                    |
| 1979-1980 | Coppa UEFA             | Trentaduesimi di finale   | Lussemburgo (bandiera)      | Progrès Niedercorn                   | 4-0               | 2-0                    |
| 1979-1980 | Coppa UEFA             | Sedicesimi di finale      | Inghilterra (bandiera)      | Ipswich Town                         | 0-0               | 1-1                    |
| 1979-1980 | Coppa UEFA             | Ottavi di finale          | Germania (bandiera)         | Stoccarda                            | 0-2               | 0-3                    |
| 1980-1981 | Coppa UEFA             | Trentaduesimi di finale   | Danimarca (bandiera)        | KB                                   | 3-1               | 5-2                    |
| 1980-1981 | Coppa UEFA             | Sedicesimi di finale      | Portogallo (bandiera)       | Porto                                | 3-0               | 0-2                    |
| 1980-1981 | Coppa UEFA             | Ottavi di finale          | Italia (bandiera)           | Torino                               | 2-1               | 1-2                    |
| 1980-1981 | Coppa UEFA             | Quarti di finale          | Francia (bandiera)          | Sochaux                              | 0-0               | 1-2                    |
| 1981-1982 | Coppa UEFA             | Trentaduesimi di finale   | Inghilterra (bandiera)      | West Bromwich                        | 1-1               | 3-1                    |
| 1981-1982 | Coppa UEFA             | Sedicesimi di finale      | Jugoslavia (bandiera)       | Radnički Niš                         | 2-0               | 0-2                    |
| 1982-1983 | Coppa dei Campioni     | Sedicesimi di finale      | Unione Sovietica (bandiera) | Dinamo Kiev                          | 0-1               | 0-3                    |
| 1983-1984 | Coppa dei Campioni     | Sedicesimi di finale      | Unione Sovietica (bandiera) | Dinamo Minsk                         | 0-1               | 2-2                    |
| 1984-1985 | Coppa dei Campioni     | Sedicesimi di finale      | Ungheria (bandiera)         | Honvéd                               | 3-1               | 1-2                    |
|           |                        | Ottavi di finale          | Italia (bandiera)           | Juventus                             | 0-2               | 2-4                    |
| 1987-1988 | Coppa UEFA             | Trentaduesimi di finale   | Unione Sovietica (bandiera) | Dinamo Mosca                         | 0-4               | 0-1                    |
| 1988-1989 | Coppa delle Coppe UEFA | Sedicesimi di finale      | Germania (bandiera)         | Eintracht Francoforte                | 0-0               | 0-1                    |
| 1989-1990 | Coppa delle Coppe UEFA | Sedicesimi di finale      | Slovacchia (bandiera)       | Slovan Bratislava                    | 0-3               | 4-0                    |
|           |                        | Ottavi di finale          | Unione Sovietica (bandiera) | Torpedo Mosca                        | 3-0               | 1-1                    |
|           |                        | Quarti di finale          | Italia (bandiera)           | Sampdoria                            | 0-2               | 1-2                    |
| 1990-1991 | Coppa dei Campioni     | Sedicesimi di finale      | Jugoslavia (bandiera)       | Stella Rossa                         | 1-1               | 1-4                    |
| 1991-1992 | Coppa dei Campioni     | Sedicesimi di finale      | Belgio (bandiera)           | Anderlecht                           | 1-1               | 0-3                    |
| 1995-1996 | Champions League       | Turno preliminare         | Israele (bandiera)          | Maccabi Tel Aviv                     | 1-1               | 1-0                    |
|           |                        | Fase a gironi             | Ungheria (bandiera)         | Ferencváros                          | 0-3               | 3-3                    |
|           |                        | Fase a gironi             | Spagna (bandiera)           | Real Madrid                          | 0-2               | 0-2                    |
|           |                        | Fase a gironi             | Paesi Bassi (bandiera)      | Ajax                                 | 0-3               | 0-0                    |
| 1996-1997 | Champions League       | Turno preliminare         | Rep. Ceca (bandiera)        | Slavia Praga                         | 5-0               | 1-0                    |
|           |                        | Fase a gironi             | Scozia (bandiera)           | Rangers                              | 3-0               | 1-2                    |
|           |                        | Fase a gironi             | Paesi Bassi (bandiera)      | Ajax                                 | 1-0               | 0-1                    |
|           |                        | Fase a gironi             | Francia (bandiera)          | Auxerre                              | 0-1               | 3-1                    |
| 1998-1999 | Champions League       | Primo turno preliminare   | Lussemburgo (bandiera)      | Jeunesse Esch                        | 6-0               | 0-0                    |
|           |                        | Secondo turno preliminare | Turchia (bandiera)          | Galatasaray                          | 1-2               | 2-3                    |
| 2001-2002 | Champions League       | Terzo turno preliminare   | Portogallo (bandiera)       | Porto                                | 2-2               | 2-3                    |
| 2002-2003 | Coppa UEFA             | Primo turno preliminare   | Russia (bandiera)           | Zenit San Pietroburgo                | 3-1               | 1-2                    |
|           |                        | Secondo turno preliminare | Grecia (bandiera)           | PAOK                                 | 1-1               | 1-2                    |
| 2003-2004 | Champions League       | Terzo turno preliminare   | Grecia (bandiera)           | AEK Atene                            | 1-0               | 1-3                    |
| 2005-2006 | Coppa UEFA             | Secondo turno preliminare | Polonia (bandiera)          | Wisła Płock                          | 1-0               | 2-3                    |
|           |                        | Primo turno play-off      | Finlandia (bandiera)        | MyPa                                 | 1-1               | 3-0                    |
|           |                        | Fase a gironi             | Inghilterra (bandiera)      | Middlesbrough                        | 0-1               |                        |
|           |                        | Fase a gironi             | Bulgaria (bandiera)         | Liteks Loveč                         |                   | 1-2                    |
|           |                        | Fase a gironi             | Ucraina (bandiera)          | Dnipro                               | 2-3               |                        |
|           |                        | Fase a gironi             | Paesi Bassi (bandiera)      | AZ Alkmaar                           |                   | 0-1                    |
| 2006-2007 | Coppa UEFA             | Secondo turno preliminare | Ungheria (bandiera)         | Videoton                             | 2-0               | 1-1                    |
|           |                        | Primo turno play-off      | Svezia (bandiera)           | Åtvidaberg                           | 5-0               | 3-0                    |
|           |                        | Fase a gironi             | Paesi Bassi (bandiera)      | AZ Alkmaar                           | 2-5               |                        |
|           |                        | Fase a gironi             | Rep. Ceca (bandiera)        | Slovan Liberec                       |                   | 1-4                    |
|           |                        | Fase a gironi             | Spagna (bandiera)           | Siviglia                             | 0-4               |                        |
|           |                        | Fase a gironi             | Portogallo (bandiera)       | Braga                                |                   | 0-2                    |
| 2008-2009 | Coppa UEFA             | Secondo turno preliminare | Polonia (bandiera)          | Lech Poznań                          | 0-0               | 0-6                    |
| 2010-2011 | Europa League          | Play-off                  | Romania (bandiera)          | Steaua Bucarest                      | 1-0               | 0-1                    |
| 2013-2014 | Champions League       | Terzo turno preliminare   | Francia (bandiera)          | Olympique Lione                      | 0-1               | 0-1                    |
| 2013-2014 | Europa League          | Play-Off                  | Italia (bandiera)           | Fiorentina                           | 1-2               | 1-0                    |
| 2014-2015 | Champions League       | Terzo turno preliminare   | Francia (bandiera)          | Lilla                                | 0-2               | 1-1                    |
| 2014-2015 | Europa League          | Play-Off                  | Belgio (bandiera)           | Club Bruges                          | 1-2               | 0-1                    |
| 2016-2017 | Europa League          | Secondo turno preliminare | Islanda (bandiera)          | KR Reykjavík                         | 2-1               | 3-3                    |
|           |                        | Terzo turno preliminare   | Cipro (bandiera)            | Apollōn Limassol                     | 2-1               | 3-3                    |
|           |                        | Play-off                  | Turchia (bandiera)          | Fenerbahçe                           | 0-2               | 0-3                    |

## Tifoseria

### Rivalità
- Zurigo
- Basilea

### Gemellaggi
- Manchester City
- Perth Glory
- Shanghai Shenhua
- FK Mosca
- Thanda Royal Zulu
- Chonburi

## Organico

### Rosa 2024-2025
Aggiornata al 15 gennaio 2025.
| N. |                          | Ruolo | Calciatore              |
| -- | ------------------------ | ----- | ----------------------- |
| 2  | Paesi Bassi (bandiera)   | D     | Dirk Abels              |
| 3  | Svizzera (bandiera)      | D     | Saulo Decarli           |
| 6  | Albania (bandiera)       | C     | Amir Abrashi (capitano) |
| 7  | Camerun (bandiera)       | C     | Tsiy William Ndenge     |
| 8  | Germania (bandiera)      | C     | Sonny Kittel            |
| 9  | Svizzera (bandiera)      | A     | Nikolas Muci            |
| 10 | Svizzera (bandiera)      | A     | Giotto Morandi          |
| 11 | Svizzera (bandiera)      | C     | Pascal Schürpf          |
| 15 | Giappone (bandiera)      | D     | Ayumu Seko              |
| 16 | Svezia (bandiera)        | D     | Noah Persson            |
| 17 | Argentina (bandiera)     | A     | Tomás Verón             |
| 18 | Corea del Sud (bandiera) | A     | Lee Young-jun           |
| 19 | Canada (bandiera)        | C     | Mathieu Choinière       |
| 20 | Francia (bandiera)       | A     | Evans Maurin            |
| 22 | Germania (bandiera)      | D     | Benno Schmitz           |

| N. |                      | Ruolo | Calciatore         |
| -- | -------------------- | ----- | ------------------ |
| 24 | Filippine (bandiera) | D     | Michael Kempter    |
| 25 | Gambia (bandiera)    | A     | Adama Bojang       |
| 26 | Estonia (bandiera)   | D     | Maksim Paskotši    |
| 28 | Svizzera (bandiera)  | C     | Simone Stroscio    |
| 29 | Austria (bandiera)   | P     | Manuel Kuttin      |
| 50 | Svizzera (bandiera)  | P     | Laurent Seji       |
| 52 | Svizzera (bandiera)  | C     | Samuel Marques     |
| 53 | Svizzera (bandiera)  | C     | Tim Meyer          |
| 55 | Svizzera (bandiera)  | A     | Damian Nigg        |
| 57 | Albania (bandiera)   | D     | Elvir Zukaj        |
| 66 | Australia (bandiera) | A     | Nestory Irankunda  |
| 71 | Svizzera (bandiera)  | P     | Justin Hammel      |
| 77 | Svizzera (bandiera)  | C     | Filipe de Carvalho |
|    | Benin (bandiera)     | C     | Hassane Imourane   |
|    | Francia (bandiera)   | A     | Bryan Lasme        |

### Staff tecnico
- Allenatore -  Tomas Oral
- Vice-Allenatore -  Giuseppe Morello
- Vice-Allenatore -  Michael Henke
- Preparatore dei portieri -  Jörg Stiel
- Team manager -  Sandro Foschini
- Fisioterapista -  Björn Queetz
- Fisioterapista -  Zivorad Filic
- Fisioterapista -  Ed Nabarro